# Zola Skweyiya

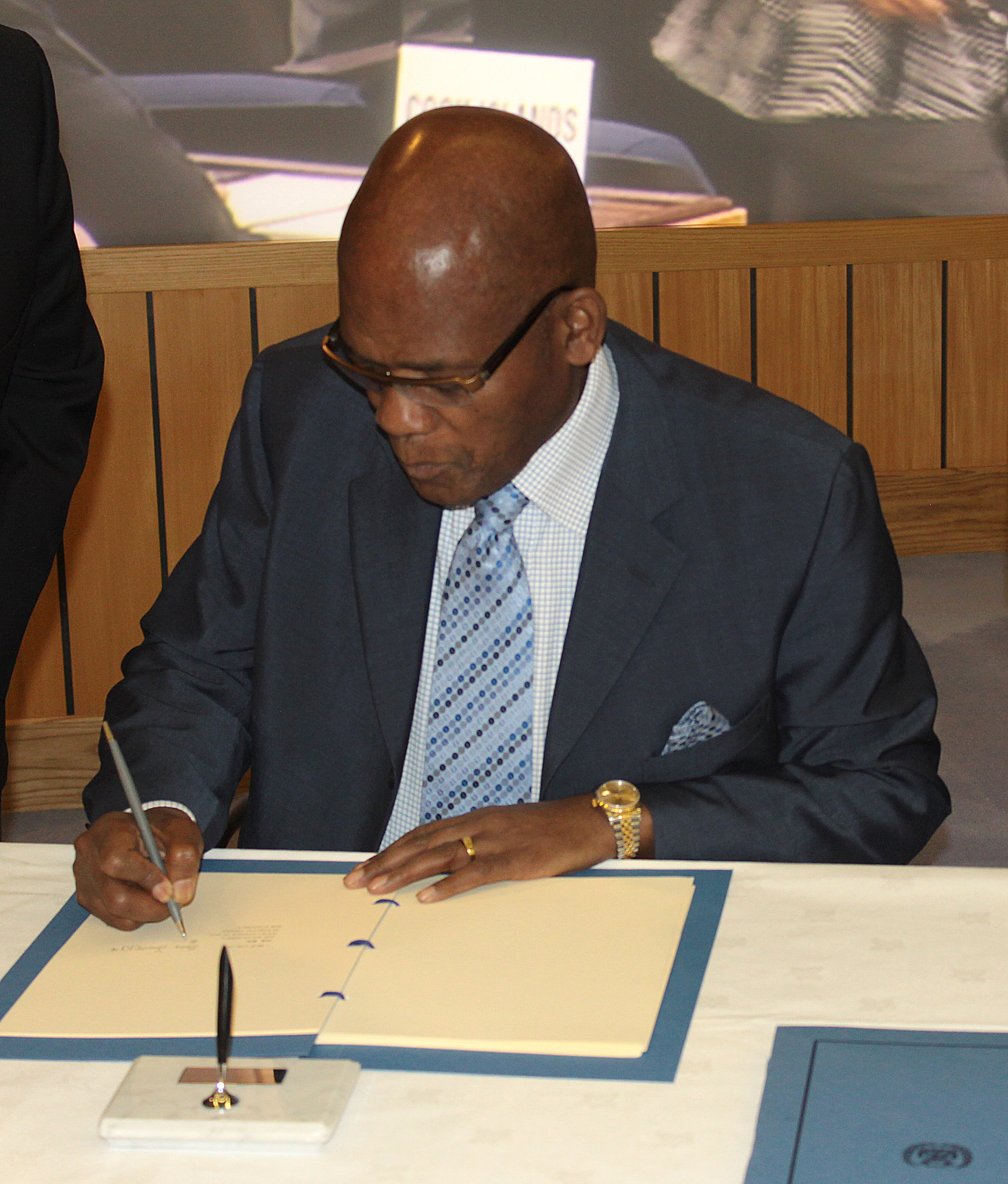
Zola Skweyiya (2012)

Zola Sidney Themba Skweyiya (* 14. April 1943 in Simon’s Town; † 11. April 2018 in Pretoria) war ein südafrikanischer Antiapartheidsaktivist, Jurist und als ANC-Mitglied Minister in vier Regierungen nach 1994. Skweyiya spielte eine Schlüsselrolle bei den Verhandlungen mit der Regierung De Klerk über eine neue südafrikanische Verfassung. Im Exil leitete er seit 1985 das ANC Constitutional Committee.

## Leben

### Kindheit und Schulzeit
Zola Skweyiya war das einzige Kind des Werftarbeiters Simon Skweyiya und seiner Frau Winnie. Seine Kindheit verlief wechselhaft, da die Familie von Wohnplatz zu Wohnplatz ziehen musste. Seine Grundschulzeit verbrachte er an einer Einrichtung der Presbyterianer. Bereits in diesem Lebensabschnitt begann seine Politisierung, dazu trug auch das Engagement seines Vaters und Onkels in lokalen Bürgerinitiativen bei. Die mangelnden Teilhabemöglichkeiten beim Landbesitz für Schwarze im Kapland und an den Bildungsinstitutionen übten frühzeitig einen prägenden Eindruck auf ihn aus. Zola Skweyiya zeigte seit seiner Jugend ein starkes Interesse an Bildung. Die Familie sandte ihn an die Lovedale High School bei Alice. Hier traf er auf Altersgenossen wie Thabo Mbeki und Chris Hani. Der politische Diskurs am Lovedale Mission Institute war in zwei Lager geteilt. Es gab die Unterstützer des ANC und die des NEUM. Zola Skweyiya suchte die Nähe zum ANC, dem er 1956 beitrat. In den Schulferien kehrte er jedoch nicht zu seinen Eltern zurück, sondern verbrachte die Zeit bei seiner Tante in Port Elizabeth, da hier die ANC-Gruppe vom Regionalsekretär Govan Mbeki Unterweisungen für die politische Arbeit erhielt.

### Studium und politischer Weg
Nach erfolgreicher Matriculation im Jahr 1960 schrieb er sich 1961 für einen Bachelor-Abschluss in Englisch und Geschichte an der University of Fort Hare ein. Während dieser Zeit war das Klima an der Hochschule von einer besonders intensiven politischen und daher sehr angespannten Debatte geprägt, denn der Apartheidstaat hatte kurz zuvor die Bannung, das heißt das Betätigungsverbot über den ANC, den Pan Africanist Congress und weitere Oppositionsorganisationen verhängt. Die politischen Aktivisten an der Einrichtung wurden mit Strafmaßnahmen belegt und Zola Skweyiya verlor seine Stipendienzusage für das zweite Studienjahr. Deshalb verließ er Fort Hare und ging von da nach Kapstadt. Einige Monate später reiste Zola Skweyiya mit Chris Hani nach Johannesburg; dabei kamen sie zusammen in Polizeiarrest. Sie entschlossen sich die Grenze nach Botswana zu überqueren, wo sie wieder mit Thabo Mbeki und anderen Emigranten zusammentrafen, die etwas früher Südafrika verlassen hatten. Aus diesem Kreis wandten sich einige Personen nach Tansania, wohin Oliver Tambo das frühe ANC-Hauptquartier verlegt hatte. Zola Skweyiya nutzte nach der Unabhängigkeit Sambias im Jahre 1964 die Möglichkeit, im neuen Hauptquartier des ANC in Lusaka, in der Abteilung für Information und Öffentlichkeit tätig zu werden. Hier redigierte und organisierte er das Magazin Spotlight, der Vorgänger des ANC-Mitgliedermagazins Sechaba.
Im Jahr 1968 erhielt Zola Skweyiya ein Stipendium für eine Ausbildung an der Karl-Marx-Universität in Leipzig. An dieser Universität studierte er Internationales und Verfassungsrecht. Als Zola Skweyiya 1973 nach Sambia zurückkehrte, arbeitete er in der ANC-Abteilung für internationale Beziehungen auf. Schon ein Jahr später kehrte er nach Leipzig zurück, um auf dem Themenfeld Rassendiskriminierung im internationalen Rahmen mit besonderen Fokus auf Südafrika und Rhodesien zu promovieren. Er erwarb mit dieser Arbeit einen LLD.
Zola Skweyiya kehrte 1978 nach Lusaka zurück und war anschließend im Büro des ANC-Präsidenten sowie in der Abteilung für internationale Zusammenarbeit tätig. Hier beschäftigte er sich hauptsächlich mit der „Landfrage“ und mit den Menschenrechtsverhältnissen im Südlichen Afrika. 1981 entsandte ihn der ANC nach Addis Abeba, um am Sitz der OAU als ihr Repräsentant tätig zu sein und um ein Verbindungsbüro zwischen beiden Organisationen aufzubauen. Dabei ging es um die Stärkung der angestrebten ANC-Position, als einziger legitimer Vertreter des südafrikanischen Volkes international anerkannt zu werden und um die offizielle Aufnahme von Beziehungen mit anderen afrikanischen Staaten. Zola Skweyiya konnte im Verlaufe seines Wirkens in Addis Abeba erreichen, das der ANC täglich eine Stunde Sendezeit im Rundfunksender Voice of the Gospel erhielt. Dieser Sender war in vielen afrikanischen Ländern zu empfangen.
Gegen Ende 1984 berief der ANC Zola Skweyiya nach Lusaka zurück, um an seinem Hauptquartier eine Abteilung für Rechtsfragen aufzubauen und zusammen mit Jack Simons von der SACP ein gemeinsames Komitee für Verfassungsfragen zu gründen. Vorrangige Aufgabe war es dabei, einen Leitlinienentwurf für eine künftige südafrikanische Verfassung zu entwickeln. Das Ergebnis dieser Arbeiten wurde 1987 publiziert. Von 1984 bis 1993 vertrat er zudem den ANC in der UN-Menschenrechtskommission.
Während seiner Arbeit in der Rechtsabteilung bildete sich deren Schwerpunkt heraus, der sich auf ein künftig verändertes Südafrika richtete. Unterstützung gab es dafür von einer schwedischen Initiative, die die Bezeichnung Post-Apartheid South Africa (PASA) trug. In Zentrum dieser Aktivitäten standen rechtliche und ökonomische Gesichtspunkte. Bei zahlreichen Konferenzen waren Fachleute aus Südafrika anwesend. Eine andere Aufgabe der Rechtsabteilung bestand in der Organisation von Rechtsberatung und gerichtlichen Verteidigungsbeistand für in Südafrika inhaftierte MK-Mitglieder, was zudem eine enge Zusammenarbeit mit Netzwerken unterstützungsbereiter Juristen erforderte.
Mit der Legalisierung des ANC im Jahre 1990 wurde das ANC-Hauptquartier mit seiner Rechtsabteilung nach Johannesburg verlegt und Zola Skweyiya kehrte im Juni desselben Jahres in sein Geburtsland zurück. Er widmete seine Zeit dem Aufbau einer Zusammenarbeit mit akademischen Institutionen, die zum Gegenstand hatte, neue politische Ziele für eine Regierungsübernahme durch den ANC zu erarbeiten. Dabei beteiligte sich Zola Skweyiya an der Errichtung des Centre for Development Studies und des South African Legal Defence Fund an der University of the Western Cape (UWC). In der Zusammenarbeit mit Abdullah Omar und anderen entstand das Community Law Centre, das spätere Dullah Omar Institute (UWC), das während der Übergangsperiode (1990–1994) eine wichtige Rolle im Wandel des Justizsektors von einem Unterdrückungsinstrument hin zum Dienst an die Bürger spielte.
Die Rechtsabteilung des ANC war noch auf weiteren Themenfeldern tätig; sie untersuchte und beobachtete das Justizwesen des Landes, bereitete über Jahrzehnte entrechtete Südafrikaner sowie den ANC auf künftige demokratische Wahlen vor. Zola Skweyiya koordinierte in dieser Zeit die Zivildiensteinheit des ANC.
Als im Juli 1991 in Durban der ANC zu seiner Jahreskonferenz zusammentrat, wählten die Delegierten Zola Skweyiya in den Vorstand (National Executive Committee) und bestätigten ihn 1994 erneut in dieser Funktion.

## Funktionen in Südafrika nach 1994
Bei der Parlamentswahl 1994 gewann Zola Skweyiya ein Mandat in der Nationalversammlung und wurde im Mai zum Minister of Public Service and Administration (1994–1999) in das Kabinett von Präsident Mandela berufen. Danach diente er im Kabinett Mbeki I, Kabinett Mbeki II und Kabinett Motlanthe als Minister of Social Development (1999–2009).
In seiner Amtszeit als Minister für Sozialentwicklung schuf er das Child Support Grant, ein Programm zum Schutz und zur Förderung von Kindern in Armutsverhältnissen.
Im Jahr 2009 übernahm Zola Skweyiya auf Berufung des Staatspräsidenten die Funktion des Hochkommissars United Kingdom of Great Britain and Northern Ireland in London.

## Ehrungen
- 2014: Order of Luthuli[8]
- 2018: Staatsbegräbnis. Präsident Cyril Ramaphosa: „Er zeigte tiefes Mitgefühl und tiefe Fürsorge für die Armen im Land.“[9]

## Persönliches
Zola Skweyiya war zweimal verheiratet. Aus erster Ehe gibt es einen Sohn, Voyo Pamilele. In zweiter Ehe war er mit Thuthukile Skweyiya verheiratet. Weitere Kinder sind die Söhne Khethaukuthula und Vukani sowie die Töchter Phila und Mandisa.
Er starb im Alter von 75 Jahren nach langer Krankheit im Kloof Hospital in Erasmuskloof, Pretoria. Seine Beerdigung fand im Rang eines Staatsbegräbnisses (Special Official Funeral) am 21. April 2018 statt. Seine letzte Ruhestätte befindet sich auf dem Friedhof der Christian Revival Church in Pretoria, Ecke Lynnwood road / Solomon Mahlangu Drive.